# Oskar Eduard Hueck
Oskar Eduard Hueck (* 8. Oktober 1886 in Lüdenscheid; † 29. Oktober 1966 ebenda) war ein deutscher Industriepionier und Gründer der Lüdenscheider Aluminiumindustrie.
1920 gründete Hueck das Aluminiumfolienwalzwerk Hueck & Cie. Hueck erfand das Folienveredelungsverfahren von Aluminiumfolien durch Wachs- und Leimkaschieren für die Verpackungsindustrie. Erste Belieferungen an Molkereien, Schokoladenindustrie und andere Lebensmittelhersteller erfolgten ab 1921.
Für seine Pionierleistungen erhielt Hueck am 1. Oktober 1956 das Verdienstkreuz 1. Klasse der Bundesrepublik Deutschland.
Heute gehört das von Hueck gegründete Unternehmen zur 1994 gegründeten Constantia Packaging AG.